# Shoshana Damari
Shoshana Damari (em hebreu: שושנה דמארי; em  árabe: شوشانه (شمعه) ذماري‎‎) (Dhamar, 31 de março de 1923 – Tel Aviv, 14 de fevereiro de 2006) foi uma cantora israelense de origem iemenita conhecida como a "rainha da música hebraica".

## Biografia

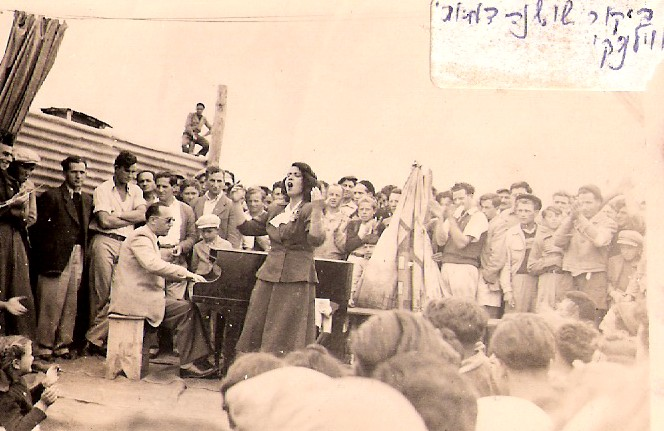
Moshe Vilenski ao piano e Damari cantando à gente nos campos de detenção em Chipre. (ca. 1947–48)

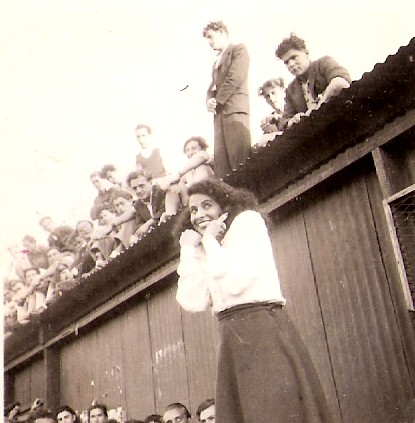
Damari cantando num campo de detenção em Chipre

Damari nasceu em Dhamar, Iémen. A família emigrou ao Mandato Britânico da Palestina em 1924 a raiz da crescente perseguição contra os judeus, estabelecendo-se em Rishon LeZion.
Desde menina, Shoshana tocava a bateria e cantava para acompanhar a sua mãe durante as celebrações familiares e reuniões da comunidade iemenita em Israel. Suas primeiras canções foram transmitidas pela rádio quando ela tinha 14 anos. Estudou canto e actuação no Shulamit Studio em Tel Aviv, onde conheceu a Shlomo Bosmi, o gerente do estúdio, quem se converteu em seu mánager pessoal. Eles se casaram em 1939, quando Shoshana tinha só 16 anos.

## Carreira musical

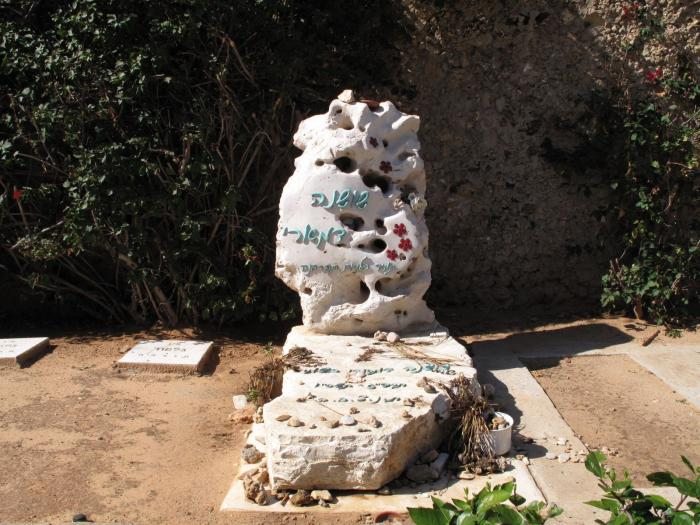
Tumba de Shoshana Damari no cemitério Trumpeldor, em Tel Aviv.

Em 1945, Damari uniu-se a Li-La-Lo, uma companhia de teatro estabelecida pelo empresário Moshe Wallin. O grupo realizava sátira como um contrapeso ao teatro sério da época. Foi ali que se fez conhecida por seu distintiva voz rouca e sotaque iemenita. Seu primeiro disco foi lançado em 1948 e sua canção mais conhecida, Kalaniyot (anêmonas), escrita por Moshe Vilenski, data dessa época. Ela era especialmente popular entre os soldados israelenses, para os quais ela cantava com frequência.
Durante os anos 1950, mas especialmente nas décadas de 1960 e 1970, Damari cantou em todos os Estados Unidos e em todo o mundo: França, Inglaterra, África do Sul, Brasil, Cuba, México, Argentina, Venezuela, Colômbia, Canadá, Escandinávia e Japão. Ela foi calorosamente recebida pelo público em suas muitas aparições em festivais nacionais e internacionais em Israel e no exterior, servindo como embaixadora cultural não oficial de Israel e ganhando o título de "primeira-dama da canção israelense".
Por mais de quarenta anos Damari reinou suprema na cena musical israelense. Os melhores letristas e compositores escreveram para ela.
Em meados dos anos 1980, Damari se associou com Boaz Sharabi para criar um dueto que a retornou à fama. Damari foi galardoada com o Prêmio Israel à Canção Hebréia em 1988 e o Prêmio à Trajectória pela Associação de Compositores e Editores Israelenses de Música (ACUM) em 1995.
Em 2005, gravou duas canções para o álbum Mima'amakim do Idan Raichel Project e participou em algumas de suas actuações ao vivo. Os dois tinham programado para começar um novo projecto conjunto.
Nesse mesmo, ano ela foi eleita como a 78° israelense mais importante de todos os tempos, numa encuesta realizada pelo lugar site de notícias YNet para determinar a quem o público israelita considerava os 200 israelitas mais importantes da história do Estado de Israel.
Morreu em Tel Aviv, após uma breve doença de pneumonia, enquanto sua família e amigos, que tinham estado sentados em vigília durante seus últimos dias, cantavam Kalaniyot. Sepultada no Cemitério Trumpeldor.

## Discografía
| - Kalaniyot (1948) - Haya Hayu Ei Pa'am Bachurim (1951) - Kita Almonit (1956) - Shoshana Damari (1957) - Migdalor (1958) - Hora Mamterah (1959) - Kalaniyot (1959) - Beiti sheli (1961) - Shirei Am Loham(1968) - In Concert (1980) - Or (1988) - Shoshana Damari and the Haifa Orchestra (2002) | - Laila Laila (1949) - MiKalaniyot ad Or (1986) - MiKalaniyot ad Or (1994) (Second Edition) - HaShirim HaYafim (1994) - LeOr HaZichronot - Shoshana Damari sings Moshe Vilensky (2006) - Mima'amakim (Álbum de Idan Raichel) (2005) |

## Cinematografia
- Giv'a 24 Eina Ona (1955)
- Hatikva (1956)
- Be'Ein Moledet (1959)